# Kleinsorheim

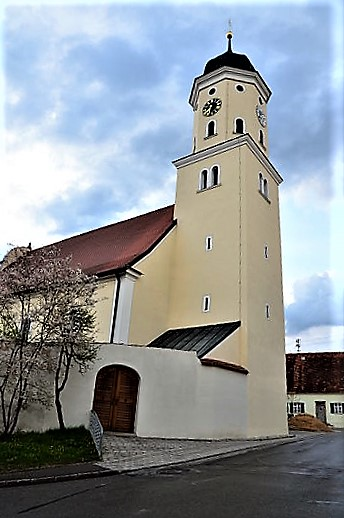
Kirche St. Andreas

Kleinsorheim ist ein Gemeindeteil der Gemeinde Möttingen im Landkreis Donau-Ries (Schwaben, Bayern).

## Geographie
Das Pfarrdorf Kleinsorheim liegt etwa drei Kilometer südlich von Möttingen.

## Geschichte
Die erste Erwähnung des protestantischen Pfarrdorfes erfolgte im Jahre 1520. 1760 gehörten die 60 Anwesen zu sieben verschiedenen Herrschaften, nämlich Oettingen, Brandenburg-Ansbach, dem Deutschherrenorden, Nördlingen und den Klöstern Heilig Kreuz, Kaisheim und Mönchsdeggingen. 
Am 1. Januar 1975 wurde die bis dahin selbständige Gemeinde Kleinsorheim in die Gemeinde Möttingen eingegliedert.

## Wappen
Die ehemalige Gemeinde Kleinsorheim führte ein Wappen mit folgender Beschreibung: Geteilt; oben in Blau ein durchgehendes silbernes Andreaskreuz, unten in zwei Reihen Eisenhutfeh von Rot und Gold.

## Sehenswürdigkeiten
Die evangelische Pfarrkirche St. Andreas wurde 1702 errichtet und 1764 erweitert. Sie ist ebenso wie ein schmiedeeiserner Ausleger (Am Kirchberg 1) und das Evangelisch-lutherische Pfarrhaus in die Denkmalliste eingetragen.

## Persönlichkeiten
- Georg Michael Preu (1681–1745), lutherischer Theologe, Pfarrer in Kleinsorheim
- Gustav von Bezold (1848–1934), Architekt und Kunsthistoriker, in Kleinsorheim geboren
- Gustav Bachmann (1878–1940), Kulturtechniker und Hochschullehrer, in Kleinsorheim geboren